# NGC 5878
NGC 5878 је спирална галаксија у сазвежђу Вага која се налази на NGC листи објеката дубоког неба.
Деклинација објекта је - 14° 16' 13" а ректасцензија 15h 13m 45,7s. Привидна величина (магнитуда) објекта NGC 5878 износи 11,7 а фотографска магнитуда 12,5. Налази се на удаљености од 29,910 милиона парсека од Сунца. NGC 5878 је још познат и под ознакама MCG -2-39-6, UGCA 403, IRAS 15109-1405, PGC 54364.